# Sorgono
Sorgono (sardinski: Sòrgono) je grad i općina (comune) u pokrajini Nuoru u regiji Sardiniji, Italija. Nalazi se na nadmorskoj visini od 700 metara i ima 1 671 stanovnika.
 Prostire se na 56,05 km². Gustoća naseljenosti je 30 st/km².
Susjedne općine su: Atzara, Austis, Belvì, Neoneli, Ortueri, Samugheo, Tiana i Tonara.